# Іноземні консульства в Україні до 1991 року
Іноземні консульства в Україні до 1991 року

## Київ
| Країна          | Консульство                                 | Період                        | Адреса                                                                            |
| --------------- | ------------------------------------------- | ----------------------------- | --------------------------------------------------------------------------------- |
| Австро-Угорщина | Австро-Угорське консульство в Києві         | 1880-1914                     | м.Київ, вул. Євгена Чикаленка, 24                                                 |
| Англія          | Англійське консульство в Києві              | До 1920 року                  | м.Київ, вул. Євгена Чикаленка, 21                                                 |
| Німеччина       | Німецьке консульство в Києві                | До 1917 з 1917 по 1937        | м.Київ, вул. Левашовська, 30 м.Київ, вул.Ворошилова,3                             |
| Болгарія        | Болгарське консульство в Києві              | З 1912 по 1917 року           | м.Київ, вул.Рейтарська, 31                                                        |
| Швейцарія       | Швейцарське консульство в Києві             | До 1917 року                  | м.Київ, вул.Саксаганського, 53                                                    |
| Греція          | Грецьке консульство в Києві                 | До 1917 року                  | м.Київ, вул. Львівська, 7                                                         |
| Бельгія         | Бельгійське консульство в Києві             | До 1917 року                  | м.Київ, бульвар Шевченка, 42                                                      |
| Іспанія         | Іспанське консульство в Києві               | До 1918                       | м.Київ, вул. Кірова, 37 м.Київ, вул. Інститутська, 16                             |
| Португалія      | Португальське консульство в Києві           | До 1918                       | м.Київ, вул. Кірова, 37                                                           |
| Польща          | Польське консульство в Києві                | 1917-1919 1926-1934 1934-1939 | м.Київ, вул. Велика Житомирська м.Київ, вул. Левашовська 1 м.Київ, вул. Кірова 20 |
| ПНР             | Польське генеральне консульство в Києві     | 1948-1991                     | м.Київ, вул. Лібкнехта 28                                                         |
| Персія          | Перське консульство в Києві                 | До 1924 року                  | м.Київ, вул. Жертв Революції, 9                                                   |
| Італія          | Італійське консульство в Києві              | До 1937 року                  | м.Київ, вул. Жертв Революції, 23                                                  |
| Данія           | Данське консульство в Києві                 | 1903-1918                     | м.Київ, вул. Миколаївська, 10                                                     |
| Норвегія        | Норвезьке консульство в Києві               | До 1917 року                  | м.Київ, вул. Енгельса, 32                                                         |
| Швеція          | Шведське консульство в Києві                | З 1908 до 1924 року           | м.Київ                                                                            |
| РРФСР           | Російське генеральне консульство в Києві    | 1918                          | м.Київ                                                                            |
| США             | Американське генеральне консульство в Києві | 1917-1918 1976-1980 1991      | м.Київ вул.Стрілецька, 16                                                         |
| НРБ             | Болгарське консульство в Києві              | до 1991                       | м.Київ                                                                            |
| НДР             | Німецьке генеральне консульство в Києві     | до 1990                       | м.Київ                                                                            |
| ФРН             | Німецьке генеральне консульство в Києві     | 1989-1991                     | м.Київ                                                                            |
| СРР             | Румунське генеральне консульство в Києві    | до 1991                       | м.Київ                                                                            |
| УгНР            | Угорське консульство в Києві                | до 1991                       | м.Київ                                                                            |
| ЧССР            | Чехословацьке консульство в Києві           | до 1991                       | м.Київ                                                                            |
| МНР             | Монгольське консульство в Києві             | до 1991                       | м.Київ                                                                            |
| Куба            | Кубинське генеральне консульство в Києві    | до 1991                       | м.Київ                                                                            |
| СФРЮ            | Югославське генеральне консульство в Києві  | до 1991                       | м.Київ                                                                            |
| Канада          | Канадське генеральне консульство в Києві    | 12.1990-01.1992               | м.Київ                                                                            |

## Харків
| Країна          | Консульство                           | Період              | Адреса                            |
| --------------- | ------------------------------------- | ------------------- | --------------------------------- |
| Австро-Угорщина | Австро-Угорське консульство в Харкові | З 1908 До 1914 року | м.Харків,                         |
| Німеччина       | Німецьке консульство в Харкові        | З 1920 До 1937 року | м.Харків, вул.Карла Лібкнехта, 54 |
| Польща          | Польське консульство в Харкові        | З 1928 до 1937 року | м.Харків, вул. Ольмінського, 15   |
| Італія          | Італійське консульство в Харкові      | З 1919 до 1937 року | м.Харків, вул. Пушкінська, 50     |
| Швеція          | Шведське консульство в Харкові        | З 1908 до 1924 року | м.Харків                          |

## Дніпропетровськ
| Країна    | Консульство                                             | Період | Адреса                                   |
| --------- | ------------------------------------------------------- | ------ | ---------------------------------------- |
| Німеччина | Уповноважений німецького консульства в Дніпропетровську |        | м.Дніпропетровськ, вул.Леніна, 38 та 38Б |

## Маріуполь
| Країна    | Консульство                         | Період       | Адреса                            |
| --------- | ----------------------------------- | ------------ | --------------------------------- |
| Австрія   | Австрійське консульство в Маріуполі | 1845-1906    | м.Маріуполь                       |
| Німеччина | Німецьке консульство в Маріуполі    | До 1917 року | м.Маріуполь, вул. Торгова, 9      |
| Туреччина | Турецьке консульство в Маріуполі    | До 1917 року | м.Маріуполь, вул. 1-го Травня, 86 |
| Франція   | Французьке консульство в Маріуполі  | До 1917 року | м.Маріуполь, вул. Куїнджі, 50     |
| Італія    | Італійське консульство в Маріуполі  | 1845-1917    | м.Маріуполь, вул. Радянська, 13   |
| Греція    | Грецьке консульство в Маріуполі     | До 1917 року | м.Маріуполь, вул. Куїнджі, 48     |
| Англія    | Англійське консульство в Маріуполі  | До 1917 року | м.Маріуполь, вул. 1-го Травня, 72 |

## Миколаїв
| Країна          | Консульство                             | Період               | Адреса                              |
| --------------- | --------------------------------------- | -------------------- | ----------------------------------- |
| Англія          | Англійське консульство в Миколаєві      | До 1917 року         | м.Миколаїв, вул. Спаська, 29        |
| Франція         | Французьке консульство в Миколаєві      | До 1917 року         | м.Миколаїв, вул. Інженерна, 6       |
| Італія          | Італійське консульство в Миколаєві      | До 1917 року         | м.Миколаїв, вул. Нікольська, 52     |
| Іспанія         | Іспанське консульство в Миколаєві       | з 60-х років XIX ст. | м.Миколаїв                          |
| Нідерланди      | Нідерландське консульство в Миколаєві   | з 60-х років XIX ст. | м.Миколаїв                          |
| Румунія         | Румунське консульство в Миколаєві       | з 60-х років XIX ст. | м.Миколаїв                          |
| Бельгія         | Бельгійське консульство в Миколаєві     | з 60-х років XIX ст. | м.Миколаїв                          |
| Сербія          | Сербське консульство в Миколаєві        | з 60-х років XIX ст. | м.Миколаїв                          |
| Німеччина       | Німецьке консульство в Миколаєві        | До 1917 року         | м.Миколаїв, вул. Таврійська, 47     |
| Австро-Угорщина | Австро-Угорське консульство в Миколаєві | 1866-1914            | м.Миколаїв, вул. Таврійська, 47     |
| Греція          | Грецьке консульство в Миколаєві         | До 1917 року         | м.Миколаїв, вул. Пушкінська, 31     |
| Бразилія        | Бразильське консульство в Миколаєві     | До 1917 року         | м.Миколаїв, вул. Велика Морська, 75 |

## Херсон
| Країна                   | Консульство                                                 | Період            | Адреса                    |
| ------------------------ | ----------------------------------------------------------- | ----------------- | ------------------------- |
| Австрія                  | Австрійське генеральне консульство в Херсоні                | 1785-1804         | м.Херсон                  |
| Священна Римська імперія | Генеральне консульство Священної Римської імперії в Херсоні | З 1793            | м.Херсон                  |
| Франція                  | Французьке консульство в Херсоні                            | з початком XX ст. | м.Херсон                  |
| Німеччина                | Німецьке консульство в Херсоні                              | з початком XX ст. | м.Херсон, вул. Кірова, 3  |
| Англія                   | Англійське консульство в Херсоні                            | До 1918 року      | м.Херсон, вул. Кірова, 16 |
| Італія                   | Італійське консульство в Херсоні                            | До 1917 року      | м.Херсон, вул. Леніна, 16 |

## Одеса
| Країна            | Консульство                                 | Період                          | Адреса                                                             |
| ----------------- | ------------------------------------------- | ------------------------------- | ------------------------------------------------------------------ |
| Іспанія           | Іспанське консульство в Одесі               | з 1802                          | м.Одеса                                                            |
| Австрія           | Австрійське консульство в Одесі             | 1804-1914, 1918                 | м.Одеса                                                            |
| Франція           | Французьке консульство в Одесі              | з 1804                          | м.Одеса                                                            |
| Англія            | Англійське генеральне консульство в Одесі   | з 1804                          | м.Одеса                                                            |
| Неаполь           | Неаполітанське консульство в Одесі          | з 1804                          | м.Одеса                                                            |
| Республіка Рагуза | Сицилійське генеральне консульство в Одесі  | з 1804                          | м.Одеса                                                            |
| Іонійські острови | Іонійське консульство в Одесі               | з 1804                          | м.Одеса                                                            |
| Сардинія          | Сардинійське генеральне консульство в Одесі | з 1836                          | м.Одеса                                                            |
| Баварія           | Баварське консульство в Одесі               | з 1836                          | м.Одеса                                                            |
| Пруссія           | Пруське консульство в Одесі                 | з 1836                          | м.Одеса                                                            |
| Греція            | Грецьке генеральне консульство в Одесі      | з 1836                          | м.Одеса                                                            |
| Нідерланди        | Нідерландське консульство в Одесі           | з 1836                          | м.Одеса                                                            |
| Швейцарія         | Швейцарське консульство в Одесі             | з 1836                          | м.Одеса                                                            |
| Норвегія          | Норвезьке консульство в Одесі               | з 1870                          | м.Одеса                                                            |
| Чилі              | Чилійське консульство в Одесі               | з 1877                          | м.Одеса                                                            |
| Перу              | Перуанське консульство в Одесі              | з 1877                          | м.Одеса                                                            |
| Румунія           | Румунське консульство в Одесі               | з 1883                          | м.Одеса                                                            |
| Німеччина         | Німецьке генеральне консульство в Одесі     | з 1892                          | м.Одеса                                                            |
| Сербія            | Сербське генеральне консульство в Одесі     | з 1892                          | м.Одеса                                                            |
| Бельгія           | Бельгійське генеральне консульство в Одесі  | з 1892                          | м.Одеса                                                            |
| Бразилія          | Бразильське генеральне консульство в Одесі  | з 1892                          | м.Одеса                                                            |
| Персія            | Перське генеральне консульство в Одесі      | з 1892                          | м.Одеса                                                            |
| Італія            | Італійське генеральне консульство в Одесі   | з 1892                          | м.Одеса                                                            |
| Швейцарія         | Швейцарське консульство в Одесі             | з 1892                          | м.Одеса                                                            |
| Данія             | Данське консульство в Одесі                 | з 1892                          | м.Одеса                                                            |
| Португалія        | Португальське консульство в Одесі           | з 1892                          | м.Одеса                                                            |
| Японія            | Японське консульство в Одесі                | 1889-1937                       | м.Одеса, вул. Неженська, 44; Воронцовська,4 Приморський бульвар, 1 |
| Панама            | Панамське консульство в Одесі               | з 1907                          | м.Одеса                                                            |
| Болгарія          | Болгарське консульство в Одесі              | 1909-1918                       | м.Одеса                                                            |
| Аргентина         | Аргентинське консульство в Одесі            | з 1911                          | м.Одеса                                                            |
| Уругвай           | Уругвайське консульство в Одесі             | з 1915                          | м.Одеса                                                            |
| Туреччина         | Турецьке консульство в Одесі                | До 1918 року                    | м.Одеса, вул. Гоголя, 19                                           |
| Швеція            | Шведське консульство в Одесі                | З 183? до 1924 року             | м.Одеса                                                            |
| США               | Американське консульство в Одесі            | З 1830 до 1918 року             | м.Одеса, провул. Чайковського, 6                                   |
| Вірменія          | Вірменське консульство в Одесі              | З 01.08.1918 до 08.02.1920 року | м.Одеса                                                            |
| Грузія            | Грузинське консульство в Одесі              | 1918                            | м.Одеса                                                            |
| РСФРР             | Російське генеральне консульство в Одесі    | З 15.08.1918 до 24.10.1918 року | м.Одеса                                                            |
| НРБ               | Болгарське консульство в Одесі              | 1977-1991                       | м.Одеса                                                            |
| Індія             | Індійське консульство в Одесі               | до 1991                         | м.Одеса                                                            |
| Куба              | Кубинське консульство в Одесі               | до 1991                         | м.Одеса                                                            |

## Львів
| Країна          | Консульство                                         | Період    | Адреса                                                  |
| --------------- | --------------------------------------------------- | --------- | ------------------------------------------------------- |
| Австрія         | Австрійське консульство у Львові                    | ?-1939    | м. Львів, вул. Оссолінських, 4                          |
| Аргентина       | Консульство Аргентинської Республіки у Львові       | ?-1939    | м. Львів, вул. Валова, 11                               |
| Бельгія         | Бельгійське консульство у Львові                    | 1912-1914 | м. Львів, вул. Хоронщизна, 7                            |
| Бразилія        | Бразилійське консульство у Львові                   | ?-1939    | м. Львів, вул. Пекарська, 1ц                            |
| Велика Британія | Британське консульство у Львові                     | 1918-1939 | м. Львів, вул. Сенкевича, 9                             |
| Данія           | Данське консульство у Львові                        | ?-1939    | м. Львів, вул. 29-го Листопада, 96                      |
| Естонія         | Естонське консульство у Львові                      | 192?-1939 | м. Львів, вул. Рацлавицька, 3                           |
| Іспанія         | Іспанське консульство у Львові                      | ?-1939    | м. Львів,                                               |
| Латвія          | Латвійське консульство у Львові                     | 1929-1939 | м. Львів, вул. Романовіча, 1                            |
| Нідерланди      | Почесне Консульство Королівства Нідерланди у Львові | 1907-1914 | м. Львів, вул. 3-го Мая, 21                             |
| Німеччина       | Генеральне консульство Німецької Імперії у Львові   | 1912-1918 | м. Львів, вул. Хмельовського, 9                         |
| Німеччина       | Консульство Третього Рейху у Львові                 | 1938-1939 | м. Львів,                                               |
| Перу            | Перуанське консульство у Львові                     | ?-1939    | м. Львів, вул. Госєвського, 4                           |
| Румунія         | Румунське консульство у Львові                      | ?-1939    | м. Львів, пл. Маріяцька, 8                              |
| Угорщина        | Угорське консульство у Львові                       | 192?-1939 | м. Львів,                                               |
| Фінляндія       | Фінське консульство у Львові                        | 192?-1939 | м. Львів, вул. Святого Марка, 2                         |
| Франція         | Французьке консульство у Львові                     | ?-1939    | м. Львів, вул. Длугоша, 24                              |
| Чехословаччина  | Чехословацьке консульство у Львові                  | 1921-1939 | м. Львів, вул. 3-го Мая, 2, м. Львів, вул. Уєйського, 4 |
| Югославія       | Югославське консульство у Львові                    | 192?-1939 | м. Львів, вул. Коперника, 1                             |
| СРСР            | Радянське консульство у Львові                      | 1927-1939 | м. Львів, вул. Набєляка, 27                             |
| Японія          | Консульство Японії у Львові                         | 1939      | м. Львів, вул. Лозінського, 5                           |
| Польща          | Польське консульське агентство у Львові             | 1987-1991 | м. Львів, вул. Франка, 110                              |

## Ужгород
| Країна | Консульство                     | Період    | Адреса |
| ------ | ------------------------------- | --------- | ------ |
| Польща | Польське консульство в Ужгороді | 1938-1939 | ?      |

## Чернівці
| Країна | Консульство                       | Період | Адреса   |
| ------ | --------------------------------- | ------ | -------- |
| Польща | Польське консульство в Чернівцях  | ?      | Чернівці |
| Чилі   | Чилійське консульство в Чернівцях | 1939   | Чернівці |

## Бердянськ
| Країна          | Консульство                                   | Період         | Адреса    |
| --------------- | --------------------------------------------- | -------------- | --------- |
| Франція         | Французьке консульство в Бердянську           | станом на 1914 | Бердянськ |
| Австро-Угорщина | Австро-угорське віце-консульство в Бердянську | 1841-1914      | Бердянськ |
| Швеція          | Шведське віце-консульство в Бердянську        | станом на 1914 | Бердянськ |
| Данія           | Данське віце-консульство в Бердянську         | станом на 1914 | Бердянськ |
| Іспанія         | Іспанське віце-консульство в Бердянську       | станом на 1914 | Бердянськ |
| Греція          | Грецьке віце-консульство в Бердянську         | станом на 1914 | Бердянськ |
| Італія          | Італійське консульське агентство в Бердянську | станом на 1914 | Бердянськ |

## Волочиськ
| Країна | Консульство                          | Період         | Адреса    |
| ------ | ------------------------------------ | -------------- | --------- |
| США    | Консульська агенція США у Волочиську | станом на 1884 | Волочиськ |

## Ізмаїл
| Країна  | Консульство                       | Період    | Адреса |
| ------- | --------------------------------- | --------- | ------ |
| Австрія | Австрійське консульство в Ізмаїлі | 1819-1901 | Ізмаїл |

## Новоселиця
| Країна  | Консульство                          | Період    | Адреса     |
| ------- | ------------------------------------ | --------- | ---------- |
| Австрія | Австрійське консульство у Новоселиці | 1880-1914 | Новоселиця |

## Керч
| Країна   | Консульство                               | Період                                            | Адреса |
| -------- | ----------------------------------------- | ------------------------------------------------- | ------ |
| Сардинія | Сардинське віце-консульство у Керчі       | з 1828                                            | Керч   |
| Франція  | Французьке консульське агентство у Керчі  | з 1830                                            | Керч   |
| Австрія  | Австрійське консульське агентство у Керчі | консульство 1835-1847, віце-консульство 1847-1884 | Керч   |
| Неаполь  | Неаполітанське віце-консульство у Керчі   | 1842-1846                                         | Керч   |

## Феодосія
| Країна          | Консульство                        | Період    | Адреса   |
| --------------- | ---------------------------------- | --------- | -------- |
| Австрія         | Австрійське консульство у Феодосії | 1835-1914 | Феодосія |
| Туреччина       | Турецьке консульство у Феодосії    | 1900-1912 | Феодосія |
| Велика Британія | Англійське консульство у Феодосії  | 1908-1912 | Феодосія |
| Франція         | Французьке консульство у Феодосії  | 1908-1912 | Феодосія |
| Іспанія         | Іспанське консульство у Феодосії   | 1912      | Феодосія |

## Євпаторія
| Країна    | Консульство                                  | Період    | Адреса    |
| --------- | -------------------------------------------- | --------- | --------- |
| Австрія   | Австрійське консульство в Євпаторії          | 1854-?    | Євпаторія |
| Туреччина | Турецьке консульство в Євпаторії             | 1901-1914 | Євпаторія |
| Греція    | Грецьке консульське агентство в Євпаторії    | 1901-1914 | Євпаторія |
| Франція   | Французьке консульське агентство в Євпаторії | 1901-1914 | Євпаторія |
| Англія    | Англійське консульське агентство в Євпаторії | 1901-1914 | Євпаторія |
| Іспанія   | Іспанське консульське агентство в Євпаторії  | 1901-1914 | Євпаторія |

## Консули

### Консули в Києві
- Консули Франції: Балаховський Данило Григорович, Арке Людвиг Карлович (-1917), Еміль Енно (фр. Emile Henno) (1917—1918), Юг Перне (1990-1992)
- Консули США: Даґлес Дженкінс (англ. Douglas Jenkins) (1917—1918), Робін К. Портер (англ. Robin C. Porter) (1976—1978), Девідом Шварцем (англ. David Heywood Swartz) (1978-1980), Джон Ґундерсен (англ. Jon Gundersen) (1991).
- Консули РРФСР: Кржемінський Казимир Олександрович (рос. Кржеминский Казимир Александрович) (07.1918-10.1918).
- Консули Канади: Нестор Гайовський (англ. Nestor Gayowsky) (12.1990 — 01.1992)
- Консули Польщі: Адам Рошковський (пол. Adam Roszkowski) (1921-1922), Мечислав Бабинський (пол. Mieczysław Babiński) (1926-1930), Генрик Янковський (пол. Henryk Jankowski) (1930—1933), Станіслав Сосніцький (пол. Stanisław Sośnicki) (1933—1934), Ян Каршо-Седлевський (пол. Jan Karszo-Siedlewski) (1935—1937), Єжи Матусинський (пол. Jerzy Matusiński) (1937—1939), Александер Хлонд (пол. Aleksander Chłond) (1947—1948), Павло Влонський (пол. Paweł Włoński) (1948—1949), Маріан Цеслік (пол. Marian Cieślik) (1949), Генрік Гордон (пол. Henryk Gordon) (1952—1953), Петро Кергет (пол. Piotr Kiergiet) (1953—1955), Ванда Міхалевська (пол. Wanda Michalewska) (1957—1965)[11], Леон Томашевський (пол. Leon Tomaszewski) (1975—1978), Владіслав Новак (1978—1981), Леон Котарба (пол. Leon Kotarba) (1981—1982), Юзеф Новотні (1982—1983), Владислав Крук (пол. Władysław Kruk) (1983—1986), Річард Польковські (пол. Ryszard Polkowski) (1986—1990).
- Консули Німеччини: Геринг (1913), Еріх фон Тіль (нім. Erich von Thiel) (Ген.консул. 1918), Вернер Стефані (1924—1928)[12], Рудольф Зоммер (1928—1933), Генке (1933—1935), Георг-Вільгельм Гросскопф (Ген.консул 1935—1938), Хеннеке Граф фон Бассевітц (Ген.консул 1989—1992)
- Консули Австрії: (нім. Johann Cingria) (1880—1882), (нім. Heinrich Ritter Holzinger von Weidich) (1882—1884), (нім. Emil Filtsch) (1884—1889), (нім. Franz von Sponer) (1889—1892), (нім. Arthur Freiherr von Hammer-Purgstall) (1892—1896), Геза Даруварі (нім. Geza Daruvary von Daruvar) (1896), Стефан Угрон (нім. Stephan von Ugron zu Abranfalva) (1896—1897), (нім. Alphons Felner von der Arl) (1896—1900), (нім. Roman Dinter) (1900), Геза Даруварі (нім. Geza Daruvary von Daruvar) (1900—1902), (нім. Hector di Rosa) (1904—1906), (нім. Junius Puscariu) (1906), Річард Мешеде (нім. Richard Meschede) (1906—1910), (нім. Roman Dinter) (1910—1911), Фрідріх Краусс (1863-1930, Лук'янівське кладовище, Київ) (нім. Friedrich Kraus) (1911—1914), (нім. Robert Freiherr von Hein) (1914), Макс фон Хоффінгер (нім. Max von Hoffinger) (Ген.консул. 1918)[13]
- Консули Данії: Гуревич Григорій Овсійович[14] (18??-1918), Карл Нільсен (1918-1919)
- Консули Персії: Вітенберг Ісаакій Миколайович (1918)
- Консули Туреччини: Ахмед Феріт Тек (1918)
- Консули Фінляндії: Рудольф Вальден (1918)
- Консули Іспанії: Василіаді Стеліо Стефанович (1918)
- Консули Греції: Гріпарі Перикл Петрович (1893—1918)
- Консули Норвегії: Мозерт Віктор Дмитрович[15](1915—1918), Георг Розенберг (1918)
- Консули Швейцарії: Енні Гавриїл Гавриїлович (1918)
- Консули Швеції: Буковинський Михайло Теофілович (1908-1916), Клод Густаф Хялмар де Лаваль (Claude Gustaf Hjalmar de Laval) (1916-1917), Теодор Гаральд Фокер (Theodor Harald Focker) (1919-1924)
- Консули Італії: Фішман Карл Володимирович (1918)
- Консули Білорусі: Алексюк Павло Павлович (1917), Тремпович Павло Вікторович (1918), Базаревич Григорій Федорович (1918)
- Консули Бельгії: Гретер Яків Якович[16] (1918)
- Консули Сербії: П. Попович (1918)
- Консули Румунії: Константін Коанде (рум. Constantin Coandă) (1917), Константін Петрару (рум. Constantin Pietraru) (1918)
- Консули Естонії: Едуард Рітсон (1918)
- Консули Латвії: Крістап Бахман (1918)
- Консули Грузії: Вачейшвілі Давид Вісаріонович (1918)
- Уповноважений китайського посольства:  Чжу Шао Ян (1918-1920), Лі Зун Сін (1920-1922), Фу Сун Тін (1922-1923), Сю Шен (1923-1924)[17].
- Радянський період[18]
- Генеральний консул НРБ у м. Києві: Кристю Євтимов (1971—1974), Іван Радонов (1974—1977), Недялко Минков (1977—1981)[19], Олександр Тонєв (1981—1985), Цвєтан Ночев (1985—1989), Іван Ружев (1989—1992).
- Генеральний консул ЧССР у м. Києві Рудольф Брабець (1936-1938), Богуміл Поспішил (1976), Шимон Ліцишин (1977), Олдржіх Могельський (1980)[20], Юрай Варголік (1982-1984), Зденек Гумл (1990)[21], С. Гінар (1990-1992).
- Генеральний консул СРР у м. Києві Александру Унгур (Alexandru Ungur), Л. Постор
- Генеральний консул СФРЮ у м. Києві Славолюб Алексич (1975—1978), Павле Величкович
- Генеральний консул НДР у м. Києві Рудольф Рошер (до 1980)[22][23], Інгеборг Кьоніг (1980-1981-?), Зігфрід Хьольдтке (до 1990)
- Генеральний консул УНР у м. Києві Ласло Ваці (1974-1979), Дьєрдь Макларі (1979-1983), Іштван Монорі (1983-1986)[24].
- Генеральний консул Республіки Куба у м. Києві Бернардо Ернандес (Bernardo Ernandes), Хуан-Альберто Моренте Кабальеро (Juan Alberto Morente Caballero)[25][26], Д. Асторга
- Генеральний консул МНР у м. Києві Білегтійн Банзрагч (1984)[27], Б. Басаджавин (1991)[28].

### Консули в Одесі[29]
- Консули США: Чарльз Райнд (консул 1829-31), Джон Ралі (консул 1831-61), Джон Д. Арнольд (консул 1861), Тімоті Кларк Сміт (консул 1861-75), Стівен Ралі (віце-консул[30] 1874), Джордж Скотт (консул 1884), Йоган Герман Фолкман (віце-консул 1884), Йоган Герман Фолкман (консул 1890-96), Томас Едвард Хінан (консул 1897—1905), Чарльз Венчестер Дю-Буше (віце-консул 1905), Альфред Віллоубі Сміт (віце-заступник консул 1906-11), Джон Генрі Граут (John H. Grout) (консул 1914), Девід Джон Хауелс (віце-консул 1914), Джон Августін Ембрі, (віце-консул 1915-18), Джон Альфред Рей (консул 1916-17)[31].
- Консули Іспанії: Луїс дель Кастильйо[32](1802—1825)[33]
- Консули Австрії: Самуель фон Том (1804—1830), Казимир Тімоні (1830—1832), Карл Самойлович фон Том (1832—1845), Людвіг фон Гутманншталь (1845—1852), Йозеф Ріхтер фон Цішіні (1852—1872), Карл Прінціг (1872—1886), Сигізмунд Ріттер фон Пйомбацці (1886—1891), Генріх Мюллер (1891—1900), Рудольф Водіянер фон Маглода (1900—1905), Алоїз Погачар (1905—1912), Йоган Паумгартнер (1913—1914), Житковський (1918).
- Консули Швеції: Вількінс Іван Карлович (1840-1857), Ігнац Ефруссі (1857-1882), Роберт Вількінс (1882-1900), Einar Jessen (віце-консул, 1900-1901), Oscar Mauritz Heribert Osberg (1902-1924)
- Консули Греції: Манос Костянтин Олександрович (1840), Цицині Павел Минайович (1847-1868), Гріпарі Микола Петрович (1879), Вучина Іван Георгійович (1896), Фонтана Вільгельм Цезарович (1902-1904), Капсамбелі Еммануїл Георгійович (1908, 1916), Гулієлмос Фонданас (1910)
- Консули Франції: Шаллє Адольф Алексі (1840), Євген Кассас (1889), Еміль Енно (1918)
- Консули Англії: Емс Яків Андрійович (1840), Д. Сміт (1884), Геральд Рауль Перрі (1887), Ч. Сміт (1903), Джон Піктон Багге (1916—1918)
- Консули Вірменії: Таїров Василь Єгорович (1918), Князь Туманішвілі Микола Георгійович (1918), Попов Макар Богданович (1918—1920)
- Консули Грузії: Ушверідзе Овсій Іларіонович (1918—1920)[34]
- Консули Османської імперії: Евуріз Намік Бей (1918)
- Консули Туреччини: Селім Рауф Сарпер (1928-1929), віцеконсул
- Консули РРФСР: Бек Михайло Михайлович (15.08.1918-10.1918)
- Консули Німеччини: Вільгельм Онессайт (консул. 1918), Філліп Вассель (1923-1929), Пауль Рот (1929-1936),
- Консули Фінляндії: Гест Серладіус[fi] (фін. Gösta Serlachius) (1918)[35]
- Консули Польщі: Зенон Беліна Бжозовський (1918-1919), Станіслав Сроковський (1919)[36]
- Консули Куби: Едельберто Діаз Альварез (Diaz, Edelberto Alvarez) (1984)[26][37], Альберто Суарес Ортега[38]
- Консули БНР: Некрашевич Степан Михайлович (1918).
- Консули Японії: Ракшеєв Олександр Васильович (1892—1897), Тодо Сіро (в.о.) (1888—1899), Каметаро Ііджіма (1902—1904; 1906)[39], Наохіко Фукуда (1906—1909), Сейго Сасакі (佐々木静吾; 1926 р.)[40], Камімура Шініті (同上村伸一;  в.о.1926—1927 рр.)[41], Шімада Шігеру (島田滋; 1927—1930 рр.)[42], Нагучі Яшіо (野口芳雄; в.о., 1930 р.), Танака Бунічіро (田中文一郎; 1930—1934 рр.), консул[43][44], Хірата Мінору (平田稔; 1934—1937 рр.).[45]
- Консули Неаполя: Де Рібас Фелікс Михайлович (1808-1845), Де Рібас Михайло-Емануїл Феліксович (1845-)
- Консули Швейцарії: Демоль Іван Іванович (1840) Георг А. Фрейденрейх (1891),
- Консули Сардинії і Луки: Джованетті Йосип Павлович (1840)
- Консули Сардинії: Міланта Фелікс Каетанович (1840)
- Консули Баварії: Етлінгер Осип Хомич (1840)
- Консули Бельгії: Віктор Генно (Енно) (1840), Гагеманс (1887), О.Міллер (1887)
- Консули Гамбургу: Менгер Іван Федорович (1840)
- Консули Ганновера: Масс Орест Юхимович (1840)
- Консули Голландії: Тебу-де-Маріньї Едуард Вікторович (1840)
- Консули Данії: Гарі Яків Якович (1840)
- Консули Іспанії: Багуер Яків Якович (1840)
- Консули Прусії: Валтер Ісай Якович (1840)
- Консули Риму: Міланта Лукіан Каетанович (1840)
- Консули Тоскана: Родоканакі Феодор Павлович (1827-1882)
- Консули Персії: Мефферт Герман Адольфович (1917-1921)[46][47][48]

### Консули у Львові
- Консули Чехословаччини: Франтішек Штіліп (1921—1928), Ян Їрасек (1928—1934), Вацлав Чех (1934—1937), Карел Махачек (1937—1939)[49]
- Консули Польщі: Влодзімеж Восковський (1987—1990), Януш Лукашевський (1990—1991), Анджей Крентовський (1991)
- Консули СРСР: Кириченко Семен Трифонович (1926—1928), Лапчинський Юрій Федорович (1928—1930), Радченко Григорій Павлович (1930—1933), Світнєв Петро Трохимович (1934—1936), Клімов Анатолій Якович (1937—1939), Синіцин Єлисей Тихонович (1939).
- Консули Японії: Ясутсуґо Ґото (1939)[50]

### Консули в Харкові
- Консули Австрії: (нім. Emil Wolters) (1908-1913), (нім. Johann Plachettka) (1913), (нім. Josef Bleimann) (1913-1914).
- Консули Польщі: Міхал Свірський (1 березня — 31 вересня 1924 р.); Константи Заремба-Скшинський (1 жовтня 1924 р. — 18 червня 1928 р.); Станіслав Орачевський (19 червня — 7 грудня 1928 р.); Адам Стебловський (8 грудня 1928 р. — 28 червня 1932 р.); Ян Каршо-Седлевський (1 грудня 1932 р. — 1 серпня 1934 р.); Станіслав Сосніцький (2 серпня 1934 р. — 31 жовтня 1936 р.), Тадеуш Бжезінський (1 листопада 1936 р. — 16 грудня 1937 р.)
- Консули Німеччини: Краузе (1918), Шенштед (консул. 1918)
- Консули Італії: Серджо Ґраденіґо (1931-1934)
- Консули Грузії: Г. Георгобіані (1918), Цагарелі Костянтин Соломонович (1919-1921)
- Консули Вірменії: Мелікянц Мкртич Соломонович (1918)
- Консули Персії: Дубинський Володимир Захарович (1920), Абдула Алі Таїров (1920)
- Консули Швеції: Adolf Gustaf Münch (1908-1924)
- Консули РРФСР: Гопнер Давид Юліанович (1918)
- Консули Османської імперії: Руї Бей Абдулгаді (1918)

### Консули в Херсоні
- Консули Австрії: Йоганн фон Розарович (нім. Johann von Rosarowitz) (1785–1789), Аренд Торклер (нім. Arend Torckler) (1789), (нім. Don Vicenzo de Musenga) (1789-1792), (нім. Johann Ludwig Anrens) (1792), Ігнац Руттер (нім. Ignaz Rutter) (1793-1799), Аренд Торклер (нім. Arend Torckler) (1800–1804).
- Консули Франції: Олександр Вадон
- Консули Німеччини: Отто фон Шиль[51]
- Консули Англії: Едвін Каруана (1908-1919)[52]
- Консули Італії: Анжело Анатра (18??-1905)[53], Анатра Веніамін Анжелович
- Консули Вірменії: Попов Богдан Макарович (1918)

### Консули в Ізмаїлі
- Консули Австрії: (нім. Johann Joseph Gagliardi) (-1847), (нім. Lazzaro Gagliardi) (3.03.1847-11.05.1847), (нім. Nikolaus Sgardelli) (11.05.1847-15.05.1847), (нім. Paul Dichlich) (1857-1860), Міхаель Абраміч (нім. Michael Abramich) (1860-1863), (нім. Josef Jerinicn) (1864), (нім. Josef Jerinicn) (1870-1876), (нім. Carl Bohn) (1876-1880), (нім. Eugen Ritter von Athanaskovicz) (1880), Рудольф Фасан (нім. Rudolph Fasan) (1892-1896), Еміль Керча (нім. Emil Kertsch) (1896-1901).

### Консули у Дніпрі
- Консули Німеччині: Вайдман (1918);

### Консули в Маріуполі
- Консули Італії: Джербуліні Віктор Еммануїлович
- Консули Швеції: Giovanni Battista Chiozzo (1871-1898)

### Консули в Миколаєві
- Консули Австрії: Людвіг Куліссіч (нім. Ludwig Culissich)(1869–1891), Фрішен Франц Іванович (нім. Franz Frischen) (1891–1901), Густав Віндшайд (нім. Gustav Windscheid) (1901–1914), Пауль Гойе (нім. Paul Geue) (1914)
- Консули Німеччини: Штоббе Георгій Оттонович (1918), Воленберг Курт Францович (1919)
- Консули Італії: Л.Віталі (1869), Чиконьяка (1874), Донаті Август Ринальдович (1885-1915), Р.І.Де-Кірико (1919)
- Консули Бельгії: Тіт Ноццоліні (1869-1872), Ерліх Іван Давидович (1881-1904), Вадон Адольф Олександрович (1911-1915), І.Торн-Лісон (1919)
- Консули Великої Британії: Георг Стівенс (1866,1870-1876), Чарльз Лоутон (1876), Вільям Георг Вагстаф (1876-1884), Артуз Вудгауз (1890-1905), Сигізмунд Горжер (1902-1903), Артуз Вудгауз (1904-1905), Вівіан Генріх Коргон-Бозанкет (1905-1906), Пікрон Багге (1906-1917), Браун Генріх Джемсович (до 1918), І.Торн-Лісон (1919)[54]
- Консули Норвегії: Чиконьяка (1874), Чарльз Хантлі Лаунтон (1876), Боссаліні Віктор Іванович (1897-1902), Франц Максиміліан Август Фішер (1906-1914), Зігомала Іван Пантелеймонович (1919).
- Консули Швеції: Тіт Ноццоліні (1869), Чиконьяка (1874), Чарльз Хантлі Лаутон (1874-1897), Боссаліні Віктор Іванович (1897-1915), Джемс Реджинальд Мартен (1916-1924), Дандердель Ричард Альбертович (1918)[55]
- Консули Франції: Л.Віталі (1876), Аллар Юлій Казимір (1892), Вадон Олександр Іос. (1902), Вадон Адольф Олександрович (1905-1915)
- Консули Греції: Зігомала Георгій Пантелеймонович (1876-1902), Артур А. Вудгауз (1902), Зігомала Іван Пантелеймонович (1902-1919),
- Консули Нідерландів: Каспер Георг Блей (1875), Фрішен Франц Іванович (1900-1913),  Лісон Дохан Торн-Лісон (1919)
- Консули Данії: Сербос (1882), Штейєр Павло Іванович (1890-1915).
- Консули Португалії: Кологерас Петро Спиридонович (до 1918)
- Консули Сербії: Властелиця Георгій Антонович (1894-1915)
- Торн-Лісон Лісон Дохан — керуючий англійським, французьким, американським, бельгійським, шведським і нідерландським консульствами в Миколаєві (1919)
- Воленберг Курт Францович — правитель канцелярії німецького генконсула канцлер (1919).
- Тепер Соломон Якович — керуючий іспанським та данським консульством у Миколаєві (1919).
- Р. І. Де-Кірико — керуючий італійського консульства у Миколаєві (1919).
- Зігомала Іван Пантелеймонович — керуючий грецьким, норвезьким і данським консульствами у Миколаєві (1919).
- Ландау Михайло Маркович — керуючий бразильським консульством у Миколаєві (1919)[56]

### Консули у Бердянську
- Консули Британії: Роберт Вільям Камбербетч, Вільям Георг Вагстаф, Джеймс Ернест Наполеон Зораб, Харві Роберт Лоу, Грін, Спиридон Габріелі, Джон Едвард Ґрієвз[57][58].
- Консули Греції: Михайло Григорович Пайко (Michael Paikos); Петро Скуфас (Skouphos) (1881-1891); Олександр Какос (Kocos) (1892); Антоніо Сангвінетті (Сангвінеті); Іоанн Йоакимович Іозеф (Іосіф) (1896-1902); Ламбро Георгійович Амбанопуло (Амбонопуло); Антоній Ксантос; Антоній Дмитрович Ксантос; Георгій Пападакі (Папандакі, Papadakis)[59].
- Консули Швеції: Giovanni Gasparo Ivancich (1848-1889), Andronic Paicos (1889-1916), Edgar Borchert (1916-1924)

### Консули у Волочиську
- Консули США Джон Стеллер (англ. John Steller) (1884)

### Консули у Новоселиці
- Консули Австрії (нім. Johann Cingria) (1880-1882), (нім. Heinrich Ritter Holzinger von Weidich) (1882-1884), (нім. Emil Filtsch) (1884-1889), (нім. Franz von Sponer) (1889-1892), (нім. Arthur Freiherr von Hammer-Purgstall) (1892-1896), (нім. Geza Daruvary von Daruvar) (05.1896-10.1896), (нім. Stephan von Uuron zu Abranfalva) (1896-1897), (нім. Alphons Felner von der Arl) (1896-1900), (нім. Roman Dinter) (1900), (нім. Geza Daruvary von Daruvar) (09.1900-12.1902), (нім. Hector di Rosa) (1904-1906), (нім. Junius Puscariu) (1906), (нім. Richard Meschede) (1906-1910), (нім. Roman Dinter) (1910), (нім. Friedrich Kraus) (1911-18.02.1914), (нім. Robert Freiherr von Hein) (18.02.1914-06.08.1914).

### Консули у Чернівцях
- Консули Чилі: Гжегож Шиманович (1939-1940)
- Консули Російської імперії: Лодиженський Микола Миколайович (1887)

### Консули в Керчі
- Консули Австрії: Георг Ніколич (нім. Georg Nikolych) (1835-)
- Гарібальді Антон Феліксович — сардинський віце-консул в Керчі (1828–1830), французький консул в Керчі (1830–1842), неополітанський віце-консул (1842–1846).
- Консули Швеції: François Tomasini della Torre (1869-1902)

### Консули у Феодосії
- Консули Австрії: (нім. Felix Lagoria) (1840-1854), Людвіг Куліссіч (нім. Ludwig Culissich) (1859-1866)
- Консули Греції: Гріпарі Демосфен Петрович

### Консули в Євпаторії
- Консули Австрії: Франц Боннет (нім. Franz Bonnet) (1854)
- Консули Греції: Євстафій Хрисонопуло

### Консули у Севастополі
- Консули Франції: Луї Антуан Ге (1894-1915)
- Консули Греції: Гріпарі Микола Петрович
- Консули Османської імперії: Магомед Алі Бей (1918)